# Oscar Zagazeta Valderrama

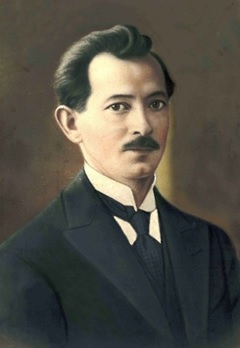
Óscar Zagazeta Valderrama 1880-1940.

Oscar Zagazeta Valderrama (Lima, 1 de octubre de 1879 – 27 de abril de 1940) fue un constructor peruano de ascendencia vasca. Realizó importantes obras de construcción e ingeniería civil en la primera mitad del siglo XX, destacando una cruz en el principal cerro de la capital del Perú, denominada “Cruz Monumental del cerro San Cristóbal”. Dirigió la construcción no solo de la Cruz sino que el camino para que puedan subir autos a la cima del cerro San Cristóbal. Siendo el primer auto en subir el del propio Oscar Zagazeta en compañía del padre Aramburu y del Sr. Ernesto Durand que fue quien puso la instalación para la luminaria de la Cruz y que hasta el día de hoy se puede verla en las noches limeñas.
Hijo de Manuel Zagazeta Balcazar y María Valderrama Corpancho. Manuel era ingeniero, nació en Chachapoyas en 1848, y falleció en Lima el 4/6/1912 a los 64 años, los abuelos de Oscar eran José Zagazeta y Paula Balcazar.
Oscar fue el tercero de once hermanos: Alberto, Heroína, Oscar, Zoila, Belisario, Amanda, Felix Solón, Mercedes, María Angélica, Celinda y Manuel.
Nació con el inicio de la guerra del Pacífico y su infancia fue signada por la derrota peruana y la crisis económica y social en la que sumió el país. Las circunstancias que le tocaron vivir y su propia naturaleza lo hicieron una persona hábil, inteligente, persistente y empeñosa.
Realizó varias obras de ingeniería civil como contratista constructor en la costa y sierra central. Las principales fueron:

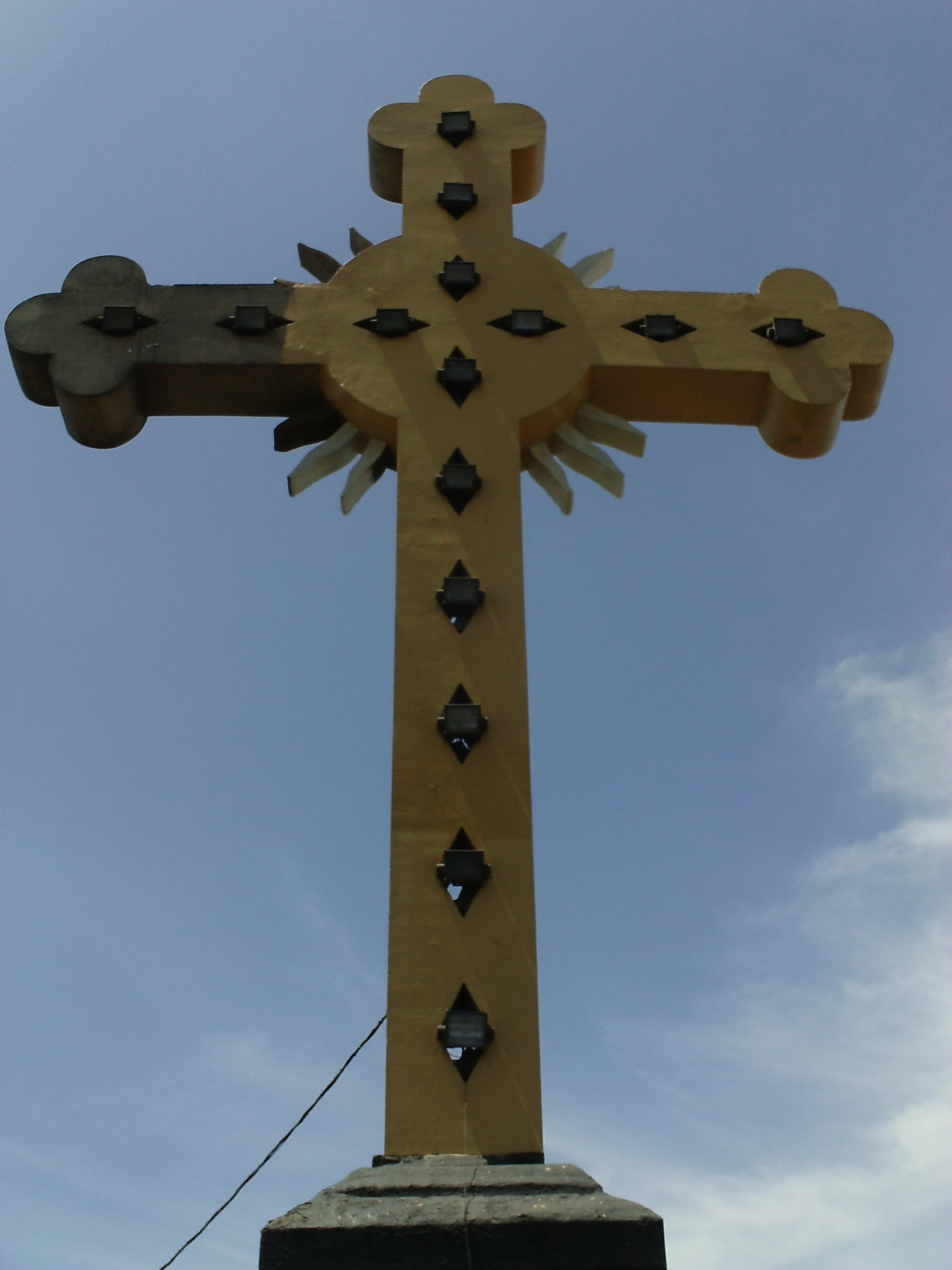
Cruz Monumental del cerro San Cristóbal

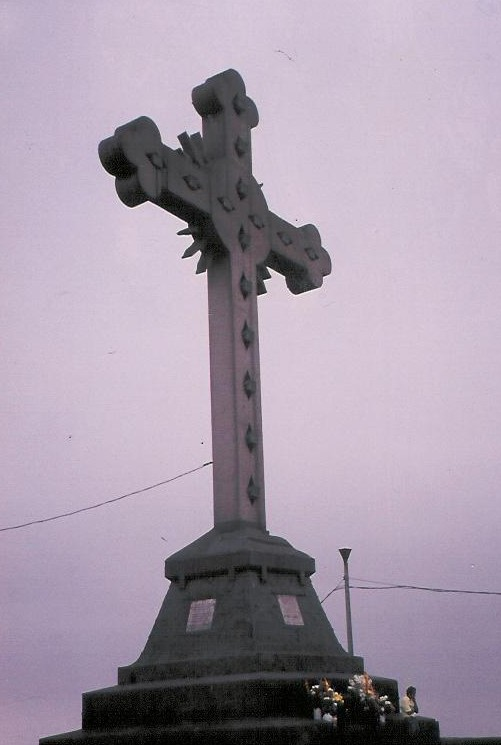
Cruz monumental del cerro San Cristóbal - Lima - Perú

- Puentes y túneles en la cuenca del río Rímac.
- Carretera Panamericana Sur.
- Carretera de Lima a Canta.
- Via férrea tramo Huancayo - Huancavelica.
- Casas residenciales (primeras obras con estilo francés en Lima).
- Carretera del cerro San Cristóbal.
- Cruz monumental del cerro San Cristóbal.
- Remodelación de la Bajada Balta - Miraflores - Lima.
- Remodelación de la Iglesia Santa Rosa de Quives.
- Remodelación del Paseo de Aguas en el Rímac.

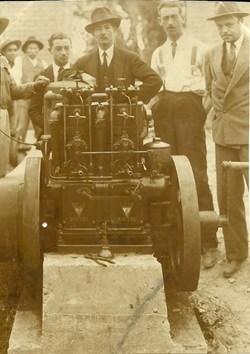
Oscar Zagazeta Valderrama con personal y equipo de trabajo.
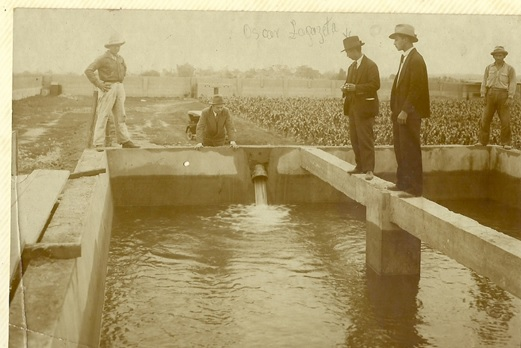
Oscar Zagazeta Valderrama con personal supervisando obra en el reservorio del manantial "La Guerica".
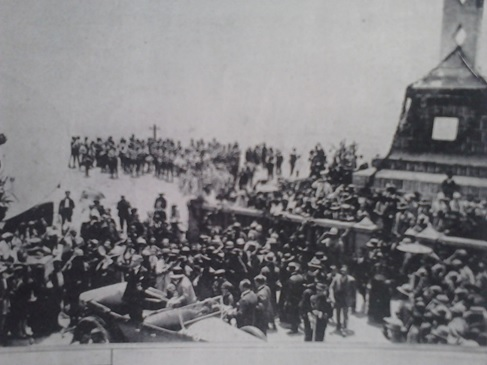
Inauguración de la Cruz Monumental del cerro San Cristóbal.

Tuvo una relación muy cercana con el presidente Leguía. A la caída del gobierno de este perdió mucho dinero invertido en obras de construcción de puentes y ferrocarriles. Falleció a causa de un infarto al corazón en la ciudad de Lima, el 27 de abril de 1940. Fue sepultado en el Cementerio Presbítero Maestro.

## Sobre el origen del apellido Zagazeta
El apellido Zagazeta tiene un origen particular. Originariamente proviene de Navarra escribiéndose, originalmente, Sagaseta. En Navarra, región con población vasca, justamente, hay un poblado homónimo, Sagaseta, que constituye el concejo de la Comunidad Foral de Navarra y pertenece al municipio del Valle de Egüés. 
El apellido Sagaseta tiene escudo heráldico o blasón español, certificado por el cronista y decano rey de armas Don Vicente de Cadenas y Vicent. Según consta en los archivos de la Real Chancillería de Valladolid (1802), los Sagaseta hicieron probanza de su hidalguía en esa institución.
Su etimología deviene de Sahats/Sagats/Sarats (sauce) con su fijación de la partícula locativa  –eta; es decir, ‘lugar abundante en sauces’. Otros autores sostienen que el origen habría de buscarse en la palabra sagarra (manzana), con lo que obtendríamos ‘lugar abundante en manzanas’. Esta última posición está sustentada por el escudo del apellido donde manzanas en forma de corazones. Podemos añadir que -seta cuyo significado es 'entercarse' era uno de los rasgos de carácter de Oscar Zagazeta Valderrama y de otras personas que llevan dicho apellido.
Con la migración vasca a las Américas este apellido varió su grafía en el Perú de Sagaseta a Zagaceta. Así se tiene noticia que en el año de 1822, Luis Zagaceta fue uno de los héroes de la independencia de Amazonas. El 6 de septiembre se enfrentó junto con otros lugareños contra una revuelta realista logrando dejar la zona de Chachapoyas pacificada y contribuyendo a la independencia del Perú.
En la tradición familiar hay dos explicaciones del origen del apellido Zagazeta. Una de ellas afirma que un antepasado, hombre muy bien parecido, embarazó a varias muchachas principales, al parecer de Chachapoyas. Para no enfrentar el problema huyó y cruzó a pie la selva alta hasta llegar a Lima. Al estar en la capital, con el fin de no ser identificado, cambió su apellido de Zagaceta a Zagazeta. Las estadísticas manifiestan que la región que tiene más personas apellidadas Zagaceta es Trujillo y Amazonas; mientras que la región que tiene más personas apellidadas Zagazeta es Lima, existiendo aproximadamente el doble de personas Zagaceta que Zagazeta. Otra tradición refiere que fueron dos hermanos Zagazeta los que arribaron al puerto del Callao.
Sin embargo rastreando en los archivos de bautizos de Chachapoyas, se ha podido establecer que el padre de Oscar Zagazeta Valderrama, Manuel Zagazeta Balcazar (1848-1912),  tuvo como padre a José Manuel Zagaseta Farge (1808-¿?), natural de Chachapoyas. Nótese el cambio de la z por s. Este a su vez tuvo como padre a Luis Zagaseta (1786-¿?), también natural de Chachapoyas. De acuerdo a esta información podemos afirmar que, al menos hasta 1786, el apellido era Zagaseta; lo que nos lleva a pensar que el apellido original Sagaseta varió en las Américas primero a Zagaseta y luego a Zagazeta y paralelamente a Zagaceta.